# Томашівська сільська рада (Ярмолинецький район)
Томаші́вська сільська́ ра́да — колишня адміністративно-територіальна одиниця та орган місцевого самоврядування в Ярмолинецькому районі Хмельницької області. Адміністративний центр — село Томашівка.

## Загальні відомості
- Територія ради: 22,82 км²
- Населення ради: 1 739 осіб (станом на 2001 рік)
- Територією ради протікає річка Ушиця

## Населені пункти
Сільській раді підпорядковані населені пункти:
- с. Томашівка
- с. Нове Село

## Склад ради
Рада складається з 16 депутатів та голови.
- Голова ради: Міщук Олег Петрович
- Секретар ради: Ноцька Ольга Миколаївна

### Керівний склад попередніх скликань
| Прізвище, ім'я, по батькові | Основні відомості                                                 | Дата обрання | Дата звільнення |
| --------------------------- | ----------------------------------------------------------------- | ------------ | --------------- |
| Міщук Олег Петрович         | Сільський голова, 1972 року народження, освіта вища               | 26.03.2006   | 31.10.2010      |
| Міщук Олег Петрович         | Сільський голова, 1972 року народження, освіта вища, безпартійний | 31.10.2010   |                 |

Примітка: таблиця складена за даними сайту Верховної Ради України

### Депутати
За результатами місцевих виборів 2010 року депутатами ради стали:

#### За суб'єктами висування
| Суб'єкт висування | Кількість обраних депутатів | %  |
| ----------------- | --------------------------- | -- |
| Самовисування     | 12                          | 75 |
| Партія регіонів   | 4                           | 25 |

#### За округами
| № округу        | Прізвище, ім'я, по батькові      | Дата визнання обраним | Освіта             | Партійна приналежність | Відомості про обраного депутата                                            |
| --------------- | -------------------------------- | --------------------- | ------------------ | ---------------------- | -------------------------------------------------------------------------- |
| Партія регіонів |                                  |                       |                    |                        |                                                                            |
| 6               | Чех Галина Миколаївна            | 04.11.2010            | вища               | позапартійна           | Ярмолинецьке управління праці та соціального захисту, соціальний працівник |
| 8               | Батко Валентина Петрівна         | 04.11.2010            | вища               | позапартійна           | ПП Білей І. Д., продавець                                                  |
| 12              | Хожевський Володимир Дем'янович  | 04.11.2010            | середня            | позапартійний          | Ярмолинецький РЕМ, водій                                                   |
| 16              | Самолюк Михайло Петрович         | 04.11.2010            | вища               | позапартійний          | тимчасово не працює                                                        |
| Самовисування   |                                  |                       |                    |                        |                                                                            |
| 1               | Бурковський Петро Володимирович  | 04.11.2010            | середня спеціальна | позапартійний          | тимчасово не працює                                                        |
| 2               | Добряков Валерій Володимирович   | 04.11.2010            | середня            | позапартійний          | ВАТ Хмельницькобленерго, електромонтер                                     |
| 3               | Борбуцька Раїса Гаврилівна       | 04.11.2010            | середня            | позапартійна           | ТОВ «Стіомі-холдинг», комірник                                             |
| 4               | Ноцька Ольга Миколаївна          | 04.11.2010            | вища               | позапартійна           | Томасівська сільська рада, сектерар                                        |
| 5               | Ніколаєва Тетяна Борисівна       | 04.11.2010            | вища               | позапартійна           | Новосільська загальноосвітня школа, вчитель                                |
| 7               | Сірман Юрій Анатолійович         | 04.11.2010            | середня            | позапартійний          | тимчасово не працює                                                        |
| 9               | Боднарчук Іван Михайлович        | 04.11.2010            | середня спеціальна | позапартійний          | тимчасово не працює                                                        |
| 10              | Герасимчук Михайло Володимирович | 04.11.2010            | вища               | позапартійний          | Дунаєвецький УДДУПВП, старший інспектор                                    |
| 11              | Борович Лариса Фанісівна         | 04.11.2010            | середня            | позапартійна           | Томасівська сільська рада, землевпорядник                                  |
| 13              | Пелюх Анатолій Францович         | 04.11.2010            | середня            | позапартійний          | приватний підприємець                                                      |
| 14              | Ткачов Андрій Семенович          | 04.11.2010            | вища               | позапартійний          | ТОВ «Стіомі- холдінг», начальник пункту очистки                            |
| 15              | Олійник Ніна Миколаївна          | 04.11.2010            | середня            | позапартійна           | ТОВ «Стіомі- холдінг», комірник                                            |